# Aus der Akasha-Chronik
Aus der Akasha-Chronik ist eine Sammlung von Aufsätzen, die Rudolf Steiner (1861–1925) zwischen Juli 1904 und Mai 1908 als eigenständige Beiträge für die von ihm herausgegebene Zeitschrift Lucifer-Gnosis verfasst hatte. Steiner war zu dieser Zeit Generalsekretär der deutschen Sektion der Theosophischen Gesellschaft. Die Aufsätze wurden später gemeinsam mit der gleichzeitig entstandenen Aufsatzreihe Wie erlangt man Erkenntnisse der höheren Welten? in mehreren Sonderdrucken veröffentlicht. In der heute vorliegenden Buchform wurden sie erstmals 1939 aufgelegt. Sie werden von Kennern seines Werkes heute als „Vorstudien“ zu seinem umfangreicheren Buch Die Geheimwissenschaft im Umriss (1910) gesehen.
Im Unterschied zu seiner für ein breiteres Publikum gedachten Schrift Theosophie. Einführung in übersinnliche Welterkenntnis und Menschenbestimmung (1904), in der Steiner ein auf Gedanken von Denkern wie Lessing, Fichte oder Carus abgestütztes esoterisches Grundlagenwerk entwickelte, griff Steiner in diesen Aufsätzen in hohem Maß Vorstellungen und Begriffe der damals etablierten modernen Theosophie auf, die besonders durch Helena Petrovna Blavatsky (1831–1891) geprägt war. So ist etwa die Vorstellung eines universalen Weltgedächtnisses namens Akasha-Chronik eine theosophische Vorstellung. Steiner erklärte in seiner Vorrede ausdrücklich, dass er den Schilderungen des amerikanischen Theosophen William Scott-Elliot über Atlantis aus der Akasha-Chronik weitgehend zustimme. „Während dort mehr die Außenseite, die äußeren Vorgänge bei diesen unseren atlantischen Vorfahren geschildert werden, soll hier einiges verzeichnet werden über ihren seelischen Charakter und über die innere Natur der Verhältnisse, unter denen sie lebten.“ Erklärte Absicht des Buches ist es demnach, die bereits veröffentlichten Darstellungen anderer Autoren aus der Akasha-Chronik um eine Art Geschichte der Seele zu ergänzen und die bloß äußere Darstellung der Menschheitsentwicklung dadurch verständlicher zu machen.

Lage des atlantischen Kontinents nach Scott-Elliot um 10000 v. Chr.

Die Vorgänge, die Steiner – der für sich in Anspruch nahm, ebenfalls in der Akasha-Chronik lesen zu können – in Übereinstimmung mit Blavatsky und Scott-Elliot zeichnete, vermitteln ein von der naturwissenschaftlichen Darstellung der menschlichen Evolution abweichendes Bild. Er beschrieb, dass die Menschheit sich in sieben „Wurzelrassen“, die aufeinander folgen, entwickelt habe. Derzeit befinde sie sich im Abschnitt der fünften, der arischen Wurzelrasse. Steiner verwendete den Begriff „Arier“ dabei im Sinne des theosophischen Sprachgebrauchs von Blavatsky oder Annie Besant, welche mit dem Begriff keine rassistischen Ideen verbanden, sondern wie Steiner das Ideal der Menschheitsverbrüderung ohne Unterschied der Rasse vertraten. Zudem war er der Überzeugung, dass von einer „Rassenentwicklung“ nur bis zum Ende der atlantischen Zeit gesprochen werden dürfe: „(...) man erweckt doch zu leicht falsche Vorstellungen durch das Wort Rasse, weil man übersieht, dass das Einteilungsmotiv für die Menschheit, das wir heute haben, ein viel innerlicheres ist als das, welches mit dem Ausdruck der Rasse zusammenhängt.“
Den „Ariern“ seien die „Atlantier“ vorangegangen und diesen die „Lemurier“, welche auf einem Kontinent im Süden Asiens gelebt hätten, der sich von Ceylon bis Madagaskar erstreckt habe. Wie der atlantische war auch der lemurische Kontinent um 1900 in der wissenschaftlichen Diskussion etabliert. Ernst Haeckel schreibt beispielsweise: „Der Ursprung der ‚Urmenschen‘ fand wahrscheinlich während der Diluvial-Zeit in der heißen Zone der alten Welt statt, entweder auf dem Festlande der tropischen Afrika oder Asien, oder auf einem früheren (jetzt unter den Spiegel des Indischen Ozeans versunkenen) Kontinente, der von Ost-Afrika (Madagascar und Abyssinien) bis nach Ost-Asien (Sunda-Inseln und Hinter-Indien) hinüberreichte. Welche gewichtigen Gründe für die Existenz dieses großen, Lemurien genannten Continents sprechen, und wie die Verbreitung der verschiedensten Menschen-Arten und -Rassen von diesem ‚Paradiese‘ aus über die Erdoberfläche ungefähr zu denken ist, habe ich bereits in meiner ‚Natürlichen Schöpfungsgeschichte‘ ausführlich erörtert.“
Allerdings vertrat Steiner die Ansicht, dass der Mensch etwa in den lemurischen Zeiten noch deutlich anders ausgesehen habe als heute: die Erde sei noch nicht ganz verfestigt, die Luft noch dichter, das Wasser dünner gewesen, sein Leib entsprechend viel „feiner“. Obwohl Steiner dasselbe Thema besonders in seiner Geheimwissenschaft (1910) neu gegriffen und weiter ausgebaut hatte, wurden diese Aufsätze postum 1939 in Buchform erneut veröffentlicht und seither mehrmals neu aufgelegt. In Steiners Werk wurden sie ab 1904 in etwa vier Jahren veröffentlicht.

## Buchausgaben
Die Erstausgabe:
- Aus der Akasha-Chronik. Herausgegeben von Marie Steiner. Philosophisch-Anthroposophischer Verlag, Dornach 1939

Aktuelle Ausgaben:
- Als Band 11 der Rudolf Steiner-Gesamtausgabe (GA): Rudolf Steiner Verlag, Dornach 1986, ISBN 3-7274-0110-9
- Als Taschenbuch: Dornach 1990, ISBN 3-7274-6161-6
- Als Teil der Reihe Edition Rudolf Steiner: Dornach 1995, ISBN 3-7274-5708-2